# 페테르 크리스티안 키르케고르

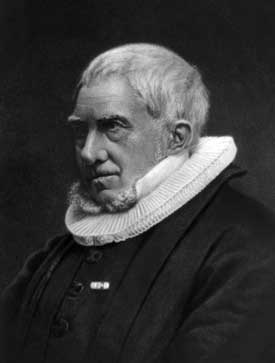
페테르 크리스티안 키르케고르

페테르 크리스티안 키르케고르(덴마크어: Peter Christian Kierkegaard 1805년 7월 6일—1888년 2월 24일)는 덴마크의 개신교 신학자, 정치가이며, 1857년부터 1875년까지 아알보르크에서 루터교 주교로 목회하였다. 쇠렌 키르케고르의 맏형이다. 국가교회(official church)의 신학자로서, 여러 번 자신의 동생이 쓴 글을 비판했고, 특히 1849년과 1855년에 열린 로스킬드 교회 총회에서 한 비판이 유명하다.
엘리스 마리 보이센(Elise Marie Boisen)과 1836년에 결혼하였으나, 이듬해에 아이를 낳다가 세상을 떠났다. 1841년에 결혼 한 소피 헨리에테 글랜(Sophie Henriette Glahn) 사이에서 파스칼 파울 에제드 키르케고르(Pascal Poul Egede Kierkegaard)를 낳았다.
1867년 9월 4일부터 1868년 3월 6일까지 프리지 내각에서 덴마크의 교육문화부 장관(덴마크어: kultusminister)을 지냈다.